# 古廖内西
古廖内西（義大利語：Guglionesi），是意大利坎波巴索省的一个市镇。总面积100平方公里，人口5395人，人口密度54.0人/平方公里（2009年）。ISTAT代码为070029。